# تپه بیشه بوریاباف
تپه بیشه بوریاباف مربوط به عصر آهن ۳ - پارتی - سدهٔ ۴ تا ۵ ه.ق است و در شهرستان بروجرد، بخش مرکزی، دهستان همت‌آباد، ۸۰۰ متری شرق روستای بوریاباف واقع شده و این اثر در تاریخ ۲۸ اسفند ۱۳۸۵ با شمارهٔ ثبت ۱۸۳۶۳ به‌عنوان یکی از آثار ملی ایران به ثبت رسیده است.